# Jeg ved en lærkerede
Jeg ved en lærkerede är en av Danmarks mest kända barnvisor. 
Texten skrevs av författaren med mera Harald Bergstedt, och den ursprungliga melodin av Nicolaj Hansen. Visan ingick i samlingen  Onkel Spiller, utgiven 1921. År 1924 publicerades en annan melodi till visan av Carl Nielsen i Melodier til Sangbogen Danmark, och det är till denna melodi visan sjungs idag.